# Il dinamitardo
Il dinamitardo (in originale More New Arabian Nights: The Dynamiter) è una raccolta di racconti di Robert Louis Stevenson e Fanny Osbourne, pubblicata nel 1885 presso Longmans, Green & Co. Il titolo originale riprende una precedente raccolta Le nuove Mille e una notte e come quella lega i racconti – qui in misura maggiore – in un unico flusso.

## Edizioni
- La magione superflua, trad. Henry Furst, Milano, Rizzoli (Il Sofà delle Muse, collezione diretta da Leo Longanesi), 1940
- Il dinamitardo, trad. Frida Ballini, Milano, Paoline, 1971
- Il dinamitardo, trad. Enrico Scialoja, Milano, Longanesi, 1980
- Il dinamitardo in Racconti e romanzi brevi (1882-1887), a cura di Salvatore Rosati, Milano, Mursia, 1985
- Il terrorista, trad. Livio Crescenzi, Mattioli 1885, 2017